# Sobór św. Mikołaja w Waszyngtonie
Sobór św. Mikołaja – prawosławny sobór w Waszyngtonie, pełniący funkcję katedry metropolitalnej Kościoła Prawosławnego w Ameryce.
Sobór został wzniesiony w latach 1950–1962 na potrzeby istniejącej od 1930 parafii św. Mikołaja, która do tej pory korzystała jedynie z kaplic domowych.
W 1950 miejsce wyznaczone pod budowę nowej cerkwi poświęcił metropolita Leoncjusz (Turkiewicz). Prac budowlanych doglądał proboszcz parafii, ks. protojerej Arkady Moiseyev. Zakończyły się one w 1962. Budynek został wzniesiony w stylu naśladującym staroruską architekturę cerkiewną. 

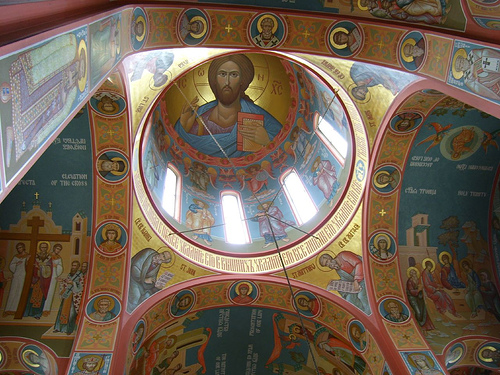
Polichromia we wnętrzu kopuły

W latach 1991–1994 grupa ikonografów z Moskwy, pod kierunkiem Aleksandra Moskalonowa, wykonała w narteksie budynku zespół wizerunków świętych w tradycyjnym stylu rosyjskim oraz malowidła ukazujące początki prawosławia w Ameryce Północnej oraz prześladowania Rosyjskiego Kościoła Prawosławnego w XX wieku. W 1995 nowe wyposażenie soboru zostało uzupełnione o nowy ikonostas.